# Campionato asiatico maschile di pallacanestro 1963
Il 2º Campionato Asiatico Maschile di Pallacanestro FIBA si è svolto dal 20 novembre al 3 dicembre 1963 a Taipei in Taiwan. Il torneo è stato vinto dalla nazionale filippina per la seconda volta consecutiva.
I Campionati asiatici maschili di pallacanestro sono una manifestazione tra le squadre nazionali del continente, organizzata dalla FIBA Asia, che da questa edizione si è disputata regolarmente ogni due anni.

## Squadre partecipanti
- Filippine
- Hong Kong
- Corea del Sud
- Malaysia
- Singapore
- Thailandia
- Taiwan
- Vietnam

## Classifica finale
| Pos | Squadra       | V-P |
| --- | ------------- | --- |
| 1   | Filippine     |     |
| 2   | Taiwan        |     |
| 3   | Corea del Sud |     |
| 4   | Thailandia    |     |
| 5   | Malaysia      |     |
| 6   | Hong Kong     |     |
| 7   | Singapore     |     |
| 8   | Vietnam       |     |